# 李永书
李永书（？—？），字綬遠，號芳園，直隸河间人，清朝政治人物。

## 生平
雍正十三年（1735年）拔贡生，廷試一等。
李永書初宰福建長泰縣，調晉江。遷泉州府西倉同知。於乾隆十四年（1749年）九月，接替杨士惇降補江蘇荆溪縣知縣。后由涂扩接任。後調常熟，再調元和。又因鐫級，題補武進縣。累遷海州知州，蘇州知府，蘇松巡道，江蘇按察使。李永书曾于1762年接替萨载任苏松道道员一职，1765年由劳宗发接任。以病歸，家居八年卒。年六十九。